# Корінна Наталія Олександрівна
Наталія Олександрівна Корінна (нар.. 1974) — російська актриса театру і кіно.

## Біографія
Народилася 6 серпня 1974 року в Сєвєроморську.
У 1996 році закінчила Театральне училище імені Бориса Щукіна (курс Ю. В. Шликова).
З 1996 року — актриса Театру імені Маяковського.
Вдова актора Армандса Нейландса-Яунземса, від якого є син — Олександр.

## Ролі в театрі
- «Як вам це полюбиться?» — режисер Андрій Гончаров
- «Пригоди Буратіно» — режисер Юрій Йоффе
- «Розенкранц і Гільденстерн мертві» — режисер Е. Ар'є
- «Любов студента» — режисер Ю. Йоффе
- «Пані міністерша» — режисер А. Бєлінський
- «Таємниця старої шафи» — режисер В. Войтулевич
- «Одруження» — режисер Сергій Арцибашев
- «Таємниця замку Шинон» — режисер О. Глубокова
- «Лист очікування» — режисер Андрій Максимов
- «Ілюзіон» — режисер Т. Сопольов
- «Рамки пристойності» — режисер Андрій Максимов
- «Подорож в стилі блюз» — режисер Вадим Данцігер
- «День народження Синьої Бороди» — режисер Андрій Максимов
- «Розлучення по-жіночому» — режисер Сергій Арцибашев
- «Небезпечний поворот» — Оулен

## Фільмографія
1. 1995 — Прибуття поїзда
2. 1996 — Сторінки театральної пародії — актриса
3. 1999 — Помирати легко — епізод
4. 2001 — Далекобійники (2 серія «Хімія і життя») — заправниця
5. 2002 — Дивиться вниз — Марина
6. 2003 — Завжди говори «Завжди» — Зіна
7. 2005 — Життя — поле для полювання — Емма
8. 2005 — Шахраї — редактор газети
9. 2005—2007 — Приречена стати зіркою — Орелі Де Буа
10. 2006 — Громадянин начальник 3 — Марія
11. 2006 — Кабачок «Дежа вю»
12. 2006 — Кат — Світлана
13. 2007 — Лаве — Шилова
14. 2007 — Година Волкова — Рита
15. 2007 — 2009 — Татусеві дочки — вихователька Пуговки
16. 2008 — Багата і кохана (Україна) — Міла Сорокіна
17. 2008 — Небезпечний зв'язок
18. 2008 — Осінній детектив — Ніна Крутова, перекладачка
19. 2008 — Троє з площі Карронад — Олена, мама Славки
20. 2009 — Братани — Ірина, дружина Леоніда
21. 2011 — Московський декамерон — Олена
22. 2014 — Фізрук — Ольга Тимофіївна, психолог
23. 2015 — Вороніни — Альбіна
24. 2018 — Той, хто читає думки (Менталіст) (серія № 4 «Трагічний день народження») — Раїса Андрєєва